# Сампрадая
Сампрадая (санскр. सम्प्रदाय, saṁpradāya IAST) - санскритський термін, який використовується в індуїзмі для позначення певної богословської традиції, філософське вчення та культурні особливості якої передаються по лінії духовних вчителів - ланцюга учнівської наступності, званої парампара. Отримуючи духовне посвячення (дикшу) від ґуру, що належить до парампари однії з сампрадай, учень автоматично приєднується до цієї сампрадаї. До сампрадаї неможливо належати за народженням, у спадщину, як у династії або ґотрі. У контексті сучасного індуїзму, термін «сампрадая» також використовується для позначення товариств, організацій і груп людей.

## Визначення
Санскритське слово сампрадая (saṁpradāya IAST) можна перекласти як «традиція» або «релігійна система», хоча необхідно відзначити, що в індійському релігійному контексті, даний термін має набагато більш авторитетне і сильне значення, яке неможливо повністю передати засобами нашої мови.
Найближчим за значенням до терміна «сампрадая» мабуть є слово «традиція», якщо розуміти під традицією сукупність переданих від одного покоління до іншого елементів релігійної та богословської доктрини, форм релігійного досвіду, релігійної практики, етикету, моральних установок, форм соціального життя тощо. Сампрадая являє собою єдність цих елементів, що увібрала у себе всю минулу традицію і представляє її у сьогоденні. Частиною поняття сампрадаї є її співвіднесеність з іншими традиціями, а також здатність, не змінюючись з часом, бути живим джерелом знань і досвіду.
Сампрадая являє собою духовний канал, ланцюг стосунків, яка підтримує ясну релігійну ідентичність і спадкоємність протягом історії.  До сампрадаї можна приєднатися отримавши дікшу в певній парампарі - таким чином, поняття «сампрадая» тісно пов'язане з ґуру-парампарою - лінією, в якій духовні вчителі виступають як переносники і передавачі традиції. Дикшит являє собою ритуальну процедуру і також виступає як одне з основних призначень сампрадаї. Сампрадая - це набір практик, відносин і певний світогляд, що передаються, і в процесі цієї передачі переформульовуються і переглядаються кожним наступним поколінням послідовників. Система сампрадаї допомагає підтримувати культурну і філософську тяглість традиції з минулого, і в той самий час забезпечує базу для необхідних змін всередині самої традиції, які здійснюються людьми, що до неї належать. 

## Вайшнавські сампрадаї
У вайшнавізмі, поза сампрадаї релігійна практика вважається безплідною, так як складові її основу мантри виробляють належний ефект тільки в тому випадку, якщо отримані від авторитетного гуру традиції. У вайшнавізмі прийнято виділяти чотири автентичних сампрадаї, як засновники яких шануються богиня Лакшмі (шрі-сампрадая), Шива (Рудра-сампрадая), Брахма (Брахма-сампрадая) і Кумари (Кумара-сампрадая). У кожній з сампрадаї є також власний «початковий вчитель» (мулачарья), або «вчитель веданти» (ведантачарья), який зазвичай є автором базових коментарів до «Веданта-сутра», головним Упанішадам і «Бхагавад-гіти», - основоположним текстів філософської та богословської доктрини сампрадаї.
У шрі-сампрадаї роль ведантачарьі виконує Рамануджа, в Рудра-сампрадаї - Вішнусвамі, в Брахма-сампрадаї - Мадхви, в Кумара-сампрадаї - Німбарка. Хоча всі чотири сампрадаї вважаються авторитетними, в кожній з них існують свої уявлення про суще (пара-таттви), про предмет поклоніння (боронь-таттви), про мету релігійної практики (садху-таттви), про способи досягнення цієї мети (садхана-таттви ) і про визначальні критерії належності до сампрадаї її послідовника (садхака-таттва).
У гаудія-вайшнавізму прийнято вважати, що поява чотирьох вайшнавских сампрадаї було передбачене в одному з текстів «Падма-Пурани»:
Деякі руху в вайшнавізме проголосили свого засновника аватарой Бога і відкололися від своєї батьківської сампрадаї, створивши свою власну. Прикладами цього в вайшнавізмі можуть служити традиції Рамананда, Валлабхі і Свамінараяни.